# Argiope modesta
Argiope modesta là một loài nhện trong họ Araneidae.
Loài này thuộc chi Argiope. Argiope modesta được Tord Tamerlan Teodor Thorell miêu tả năm 1881.